# Beauchamps-sur-Huillard
Pour les articles homonymes, voir Beauchamps et Huillard (homonymie).
Beauchamps-sur-Huillard est une commune française située dans le département du Loiret en région Centre-Val de Loire.

## Toponymie
Le nom de la commune serait issu de la colline sur laquelle fut érigée l'église du village « Sanctus Petrus de bello Campo ».
L'actuelle dénomination officielle a été instaurée en 1918, en lieu et place de Beauchamps, appellation encore fréquemment utilisée dans le langage courant.

## Géographie

### Localisation et communes limitrophes

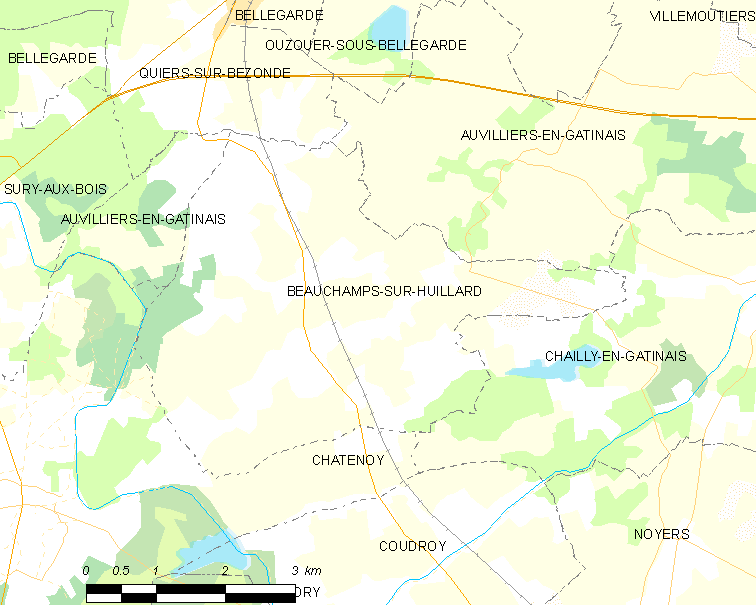
Carte de la commune de Beauchamps-sur-Huillard et des communes limitrophes.

La commune de Beauchamps-sur-Huillard se trouve dans le quadrant nord-est du département du Loiret, dans la région agricole de l'Orléanais. À vol d'oiseau, elle se situe à 40,8 km  d'Orléans, préfecture du département, à 22,9 km de Montargis, sous-préfecture, et à 5,7 km de Bellegarde, ancien chef-lieu du canton dont dépendait la commune avant mars 2015. La commune fait partie du bassin de vie de Bellegarde - Quiers-sur-Bézonde dont elle est éloignée de 5,7 km.
Les communes les plus proches sont : Coudroy (3,6 km), Auvilliers-en-Gâtinais (4,6 km), Châtenoy (4,7 km), Bellegarde (5,7 km), Ouzouer-sous-Bellegarde (5,9 km), Vieilles-Maisons-sur-Joudry (6 km), Noyers (6,1 km), Quiers-sur-Bezonde (6,8 km), Chailly-en-Gâtinais (7 km) et Lorris (7,3 km).

### Géologie et relief

#### Géologie
La commune se situe dans le sud du Bassin parisien, le plus grand des trois bassins sédimentaires français. Cette vaste dépression, occupée dans le passé par des mers peu profondes et des lacs, a été comblée, au fur et à mesure que son socle s’affaissait, par des sables et des argiles, issus de l’érosion des reliefs alentours, ainsi que des calcaires d’origine biologique, formant ainsi une succession de couches géologiques.
Les couches affleurantes sur le territoire communal sont constituées de formations superficielles du Quaternaire et de roches sédimentaires datant du Cénozoïque, l'ère géologique la plus récente sur l'échelle des temps géologiques, débutant il y a 66 millions d'années. La formation la plus ancienne est du calcaire d'Étampes remontant à l’époque Oligocène de la période Paléogène. Les plus récentes sont des dépôts anthropiques remontant à l’époque Holocène de la période Quaternaire. Le descriptif de ces couches est détaillé dans  la feuille « n°364 - Bellegarde-du-Loiret » de la carte géologique au 1/50 000ème du département du Loiret, et sa notice associée.

Carte géologique de la commune

|  | X :  | dépôts anthropiques                                                                               |
|  | Fz : | alluvions récentes des lits mineurs, Holocène                                                     |
|  | FC : | alluvions et colluvions du fond des vallées secondaires, Holocène                                 |
|  | Fy : | alluvions récentes des levées et montilles de la Loire et des basses terrasses du Loing, Holocène |

|  | m3-p1SASo : | sables et argiles de Sologne, Langhien supérieur à Pliocène inférieur |
|  | m2MSO :     | marnes et sables de l'Orléanais, Burdigalien                          |
|  | m1MBl :     | marne de Blamont, Aquitanien                                          |
|  | m1MGa :     | molasse du Gâtinais, Aquitanien                                       |

|  | g1CEt : | calcaire d'Étampes, Stampien supérieur |

#### Relief
La superficie cadastrale de la commune publiée par l’Insee, qui sert de références dans toutes les statistiques, est de 18,09 km2,. La superficie géographique, issue de la BD Topo, composante du Référentiel à grande échelle produit par l'IGN, est quant à elle de 18,16 km2. Son relief est relativement plat puisque la dénivelée maximale atteint 34 mètres. L'altitude du territoire varie entre 96 m et 130 m.

### Hydrographie
Le Huillard et le canal d'Orléans traversent le territoire de la commune.

### Lieux-dits et écarts
Les Alexandres, l'Audinière, Blandin, Blézine, les Bois Fauquins, Bordebuse, la Boulassière, le Bourg, la Brumanderie, la Cabuche, la Chabauderie, le Champ Gruet, la Charpenterie, les Cresserolles, Croix Saint-Marc, Croix Saint-Pierre, les Davaux, les Denizons (à cheval sur l'enclave d'Auvilliers-en-Gâtinais), les Deux-Euves, l'Épinière, la Forêt, les Forgeries, la Fosse Archault, les Fosses Maire, Gabois, les Gâtis, les Gautelleries, les Giboués, le Grand Mordereau, le Hez, la Laurendière, les Ligers, la Lisière du Prince (à cheval sur la commune de Châtenoy), les Loges, les Maisons Brûlées, la Martinière, les Ménardes, la Motte Bucy, le Montpensier, le Moulin de Blézine, le Moulin de Dormelle, les Narjoux, le Palais, la Paucordière, le Petit Mordereau, la Petite Barre, la Pierre Percée, le Poirier Fort, le Pont Sevin, les Poyers, Prends-ton-Tour (à cheval sur la commune de Châtenoy), la Rivière, les Rousseaux (château, à cheval sur la commune de Chailly-en-Gâtinais), les Sablonnettes, les Salmons, les Terres Vaines.

### Climat
Pour des articles plus généraux, voir Climat du Centre-Val de Loire et Climat du Loiret.
En 2010, le climat de la commune est de type climat océanique dégradé des plaines du Centre et du Nord, selon une étude du CNRS s'appuyant sur une série de données couvrant la période 1971-2000. En 2020, Météo-France publie une typologie des climats de la France métropolitaine dans laquelle la commune est exposée à un climat océanique altéré et est dans une zone de transition entre les régions climatiques « Nord-est du bassin Parisien » et « Centre et contreforts nord du Massif Central ».
Pour la période 1971-2000, la température annuelle moyenne est de 10,9 °C, avec une amplitude thermique annuelle de 15,1 °C. Le cumul annuel moyen de précipitations est de 699 mm, avec 11 jours de précipitations en janvier et 7,3 jours en juillet. Pour la période 1991-2020, la température moyenne annuelle observée sur la station météorologique de Météo-France la plus proche, sur la commune de Ladon à 10 km à vol d'oiseau, est de 11,7 °C et le cumul annuel moyen de précipitations est de 685,3 mm,. Pour l'avenir, les paramètres climatiques de la commune estimés pour 2050 selon différents scénarios d'émission de gaz à effet de serre sont consultables sur un site dédié publié par Météo-France en novembre 2022.

### Milieux naturels et biodiversité

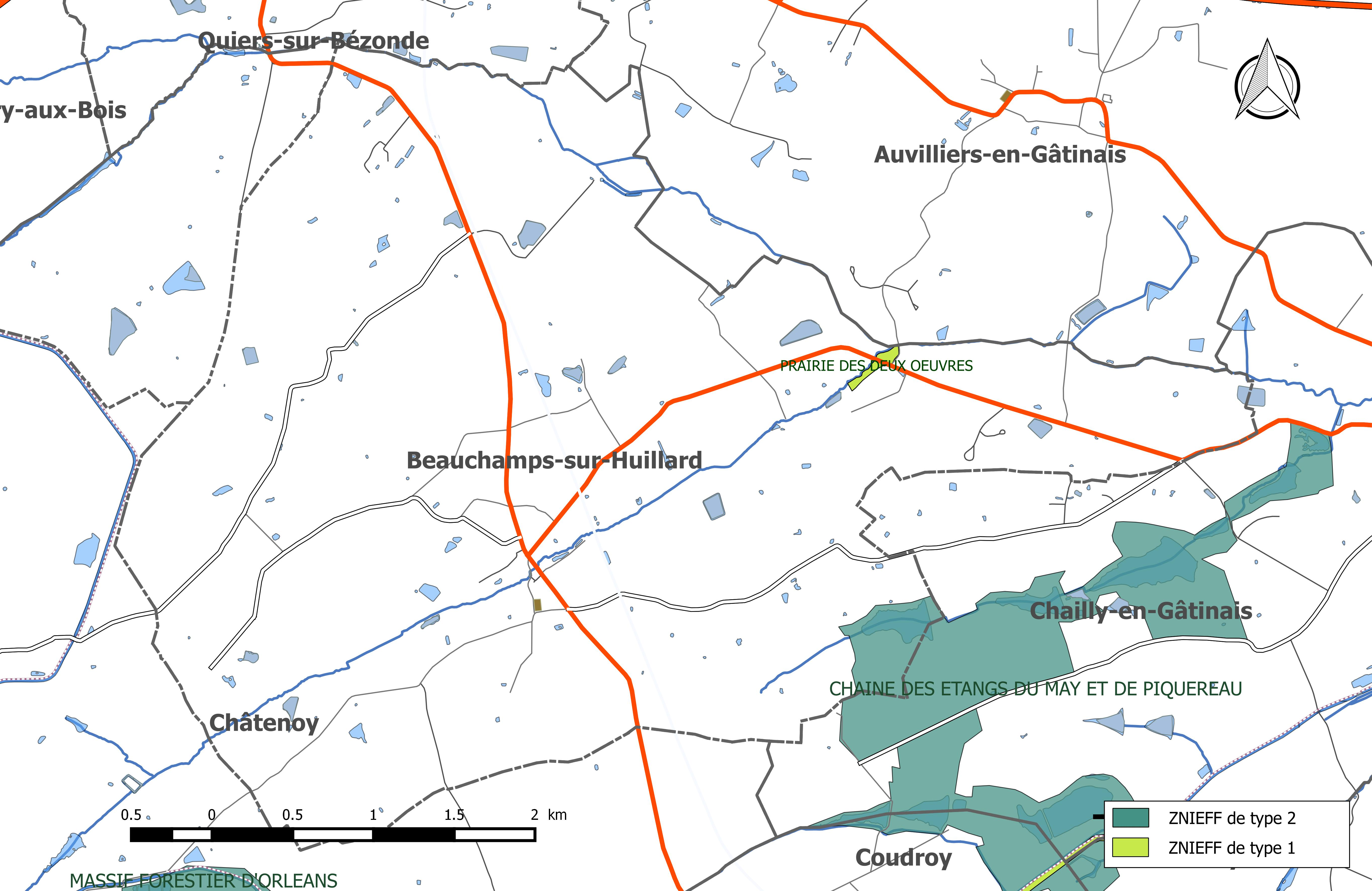
Carte des ZNIEFF de la commune et de ses abords.

L’inventaire des zones naturelles d'intérêt écologique, faunistique et floristique (ZNIEFF) a pour objectif de réaliser une couverture des zones les plus intéressantes sur le plan écologique, essentiellement dans la perspective d’améliorer la connaissance du patrimoine naturel national et de fournir aux différents décideurs un outil d’aide à la prise en compte de l’environnement dans l’aménagement du territoire. Le territoire communal de Beauchamps-sur-Huillard comprend deux ZNIEFF :
- la « Chaine des étangs du May et de Piquereau », une Znieff de type 2[Note 2] de 267 hectares est constituée de deux chaînes d'étangs pratiquement parallèles situées à l'est de la forêt d'Orléans, au nord du canal d'Orléans[DREAL 1]. Son altitude varie entre 101 et 112 m[INPN 2].  Les étangs de la Boirie, Neuf et Piquereau, au nord, sont riches en végétation flottante et immergée. L'intérêt paysager des étangs s'ajoute à l'intérêt biologique (nénuphars et nymphéas, belles roselières). De nombreux oiseaux d'eau sont présents : mouette rieuse, héron cendré, fuligule milouin, grèbe huppé, cygne tuberculé, sterne pierregarin, chevalier guignette[INPN 3].
- La  « Prairie des deux œuvres », de type 1[Note 3] et de 2 hectares de superficie, s'étend sur les communes d'Auvilliers-en-Gâtinais et de Beauchamps-sur-Huillard. Cette prairie mésophile à hygrophile se situe sur les rives de l'Huillard, à 2,3 km à l'aval du bourg de Beauchamps-sur-Huillard. La zone concernée est traversée par la RD 963[DREAL 2]. Son altitude est de 98 m[INPN 4].  Elle abrite cinq espèces déterminantes dont trois protégées : Anacamptis laxiflora, Oenanthe peucedanifolia et Orchis ustulata[INPN 5].

#### Labels
La ville possède le label ville fleurie, une fleur lui a été attribuée par le conseil national des villes et villages fleuris de France dans le cadre du concours des villes et villages fleuris.

## Histoire
Entre le 29 janvier et le 8 février 1939, plus de 2 800 réfugiés espagnols fuyant l'effondrement de la république espagnole devant les troupes de Franco, arrivent dans le Loiret. Devant l'insuffisance des structures d'accueil d’Orléans, 46 centres d’accueil ruraux sont ouverts, dont un à Beauchamps-sur-Huillard. Les réfugiés, essentiellement des femmes et des enfants (les hommes sont désarmés et retenus dans le Sud de la France), sont soumis à une quarantaine stricte, vaccinés, le courrier est limité, et le ravitaillement, s'il est peu varié et cuisiné à la française, est cependant assuré. Une partie des réfugiés rentrent en Espagne, incités par le gouvernement français qui facilite les conditions du retour, ceux préférant rester sont regroupés au camp de la verrerie des Aydes, à Fleury-les-Aubrais.

## Urbanisme

### Typologie
Au 1er janvier 2024, Beauchamps-sur-Huillard est catégorisée commune rurale à habitat très dispersé, selon la nouvelle grille communale de densité à sept niveaux définie par l'Insee en 2022.
Elle est située hors unité urbaine et hors attraction des villes,.

### Occupation des sols
L'occupation des sols de la commune, telle qu'elle ressort de la base de données européenne d’occupation biophysique des sols Corine Land Cover (CLC), est marquée par l'importance des territoires agricoles (90,8 % en 2018), en diminution par rapport à 1990 (93,3 %). La répartition détaillée en 2018 est la suivante : 
terres arables (51,4 %), prairies (31,5 %), zones agricoles hétérogènes (7,9 %), forêts (7,5 %), zones urbanisées (1,7 %).
L’évolution de l’occupation des sols de la commune et de ses infrastructures peut être observée sur les différentes représentations cartographiques du territoire : la carte de Cassini (XVIIIe siècle), la carte d'état-major (1820-1866) et les cartes ou photos aériennes de l'IGN pour la période actuelle (1950 à aujourd'hui).

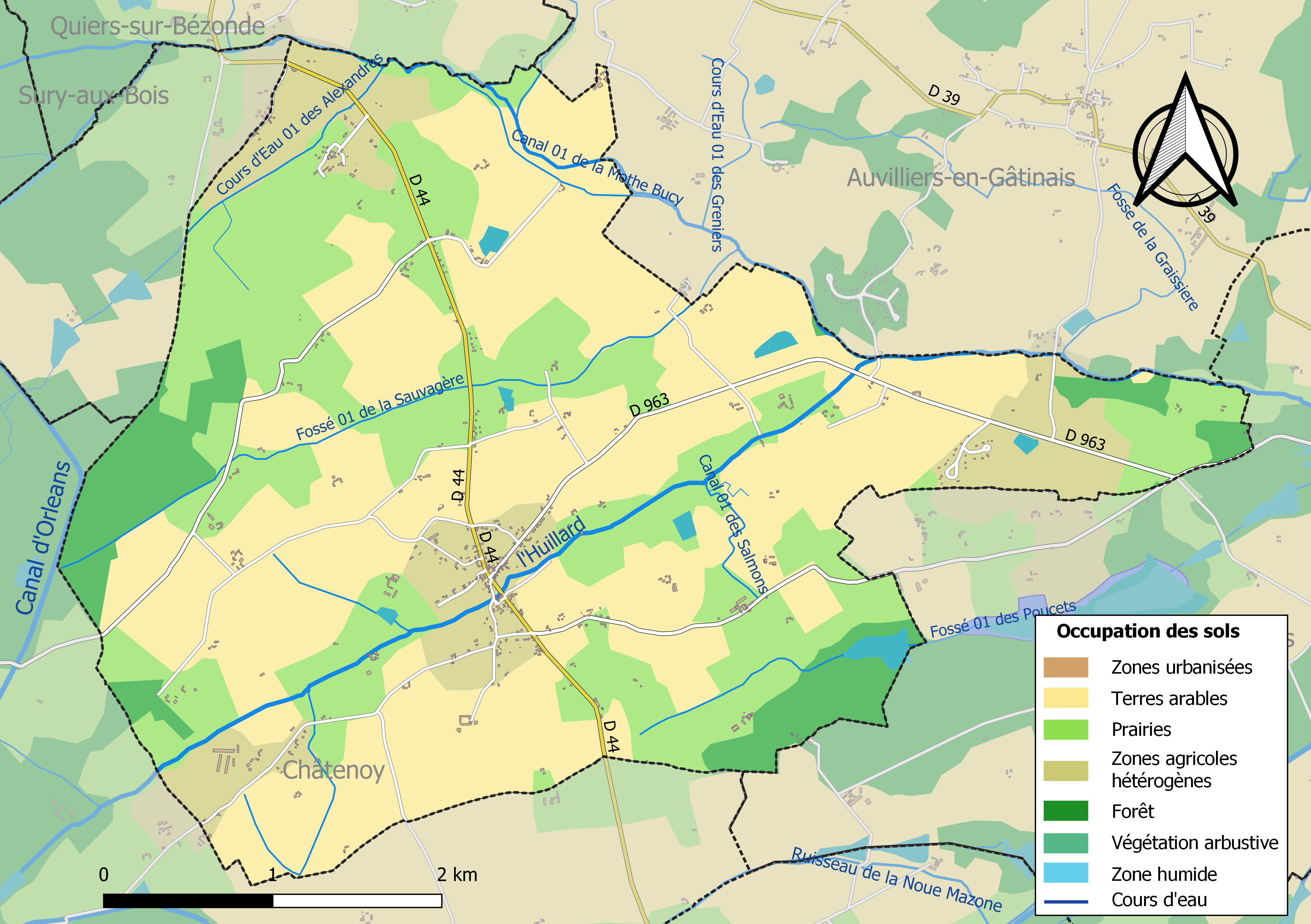
Carte des infrastructures et de l'occupation des sols en 2018 (CLC) de la commune en 2018.
Carte orthophotographique de la commune en 2016.

### Voies de communication et transports

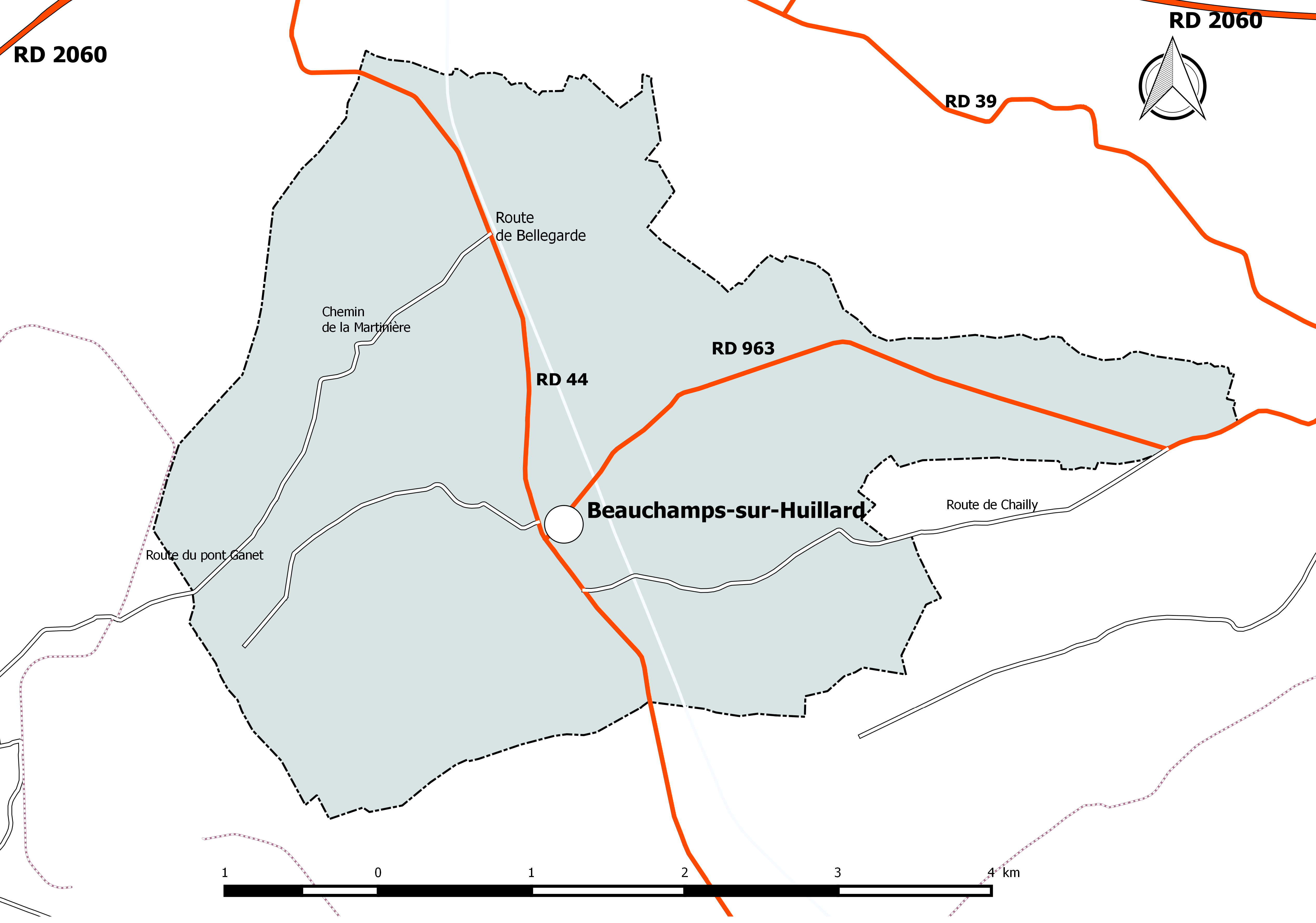
Réseau routier principal de la commune de Beauchamps-sur-Huillard (avec indication du trafic routier 2014).

### Risques naturels et technologiques
La commune de Beauchamps-sur-Huillard est vulnérable à différents aléas naturels : climatiques (hiver exceptionnel ou canicule), mouvements de terrains ou sismique (sismicité très faible). 
Entre 1989 et 2019, neuf arrêtés ministériels ayant porté reconnaissance de catastrophe naturelle ont été pris pour le territoire de la commune  : quatre  pour des inondations et coulées de boues et cinq pour des mouvements de terrains.
Le territoire de la commune peut être concerné par un risque d'effondrement de cavités souterraines non connues. Une cartographie départementale de l'inventaire des cavités souterraines et des désordres de surface a été réalisée. Il a été recensé sur la commune plusieurs effondrements de cavités.
Par ailleurs, le sol du territoire communal peut faire l'objet de mouvements de terrain liés à la sécheresse. Le phénomène de retrait-gonflement des argiles est la conséquence d'un changement d'humidité des sols argileux. Les argiles sont capables de fixer l'eau disponible mais aussi de la perdre en se rétractant en cas de sécheresse. Ce phénomène peut provoquer des dégâts très importants sur les constructions (fissures, déformations des ouvertures) pouvant rendre inhabitables certains locaux. Celui-ci a particulièrement affecté le Loiret après la canicule de l'été 2003. Une grande partie du territoire de la commune est soumis à un aléa « moyen » face à ce risque, selon l'échelle définie par le Bureau de recherches géologiques et minières (BRGM).
Depuis le 22 octobre 2010, la France dispose d’un nouveau zonage sismique divisant le territoire national en cinq zones de sismicité croissante. La commune, à l’instar de l’ensemble du département,  est concernée par un risque très faible.

## Politique et administration

### Découpage territorial

#### Bloc communal: commune et intercommunalités
La paroisse de Beau Champs acquiert le statut de municipalité avec le  décret du 12 novembre 1789 de l'Assemblée Nationale puis celui de « commune », au sens de l'administration territoriale actuelle, par le décret de la Convention nationale du 10 brumaire an II (31 octobre 1793). Il faut toutefois attendre la loi du 5 avril 1884 sur l'organisation municipale pour qu'un régime juridique uniforme soit défini pour toutes les communes de France, point de départ de l’affirmation progressive des communes face au pouvoir central.
La commune est orthographiée Beauchamps dans l'arrêté de 1801. En 1918, la Chambre de Commerce de Paris émet le souhait « qu'un nom de complément soit donné aux localités qui portent une dénomination identique » afin d'éviter toute confusion dans les transmissions postales et le transport des marchandises. Le gouvernement accueille favorablement cette demande et le 7 juin 1918 le préfet du Loiret invite 82 communes du Loiret ayant des homonymes dans d'autres départements à compléter leur nom. Vingt-trois conseils municipaux refusent. La commune de Beauchamps, quant à elle, prend le nom de Beauchamps-sur-Huillard à la suite du décret du 30 novembre 1918.

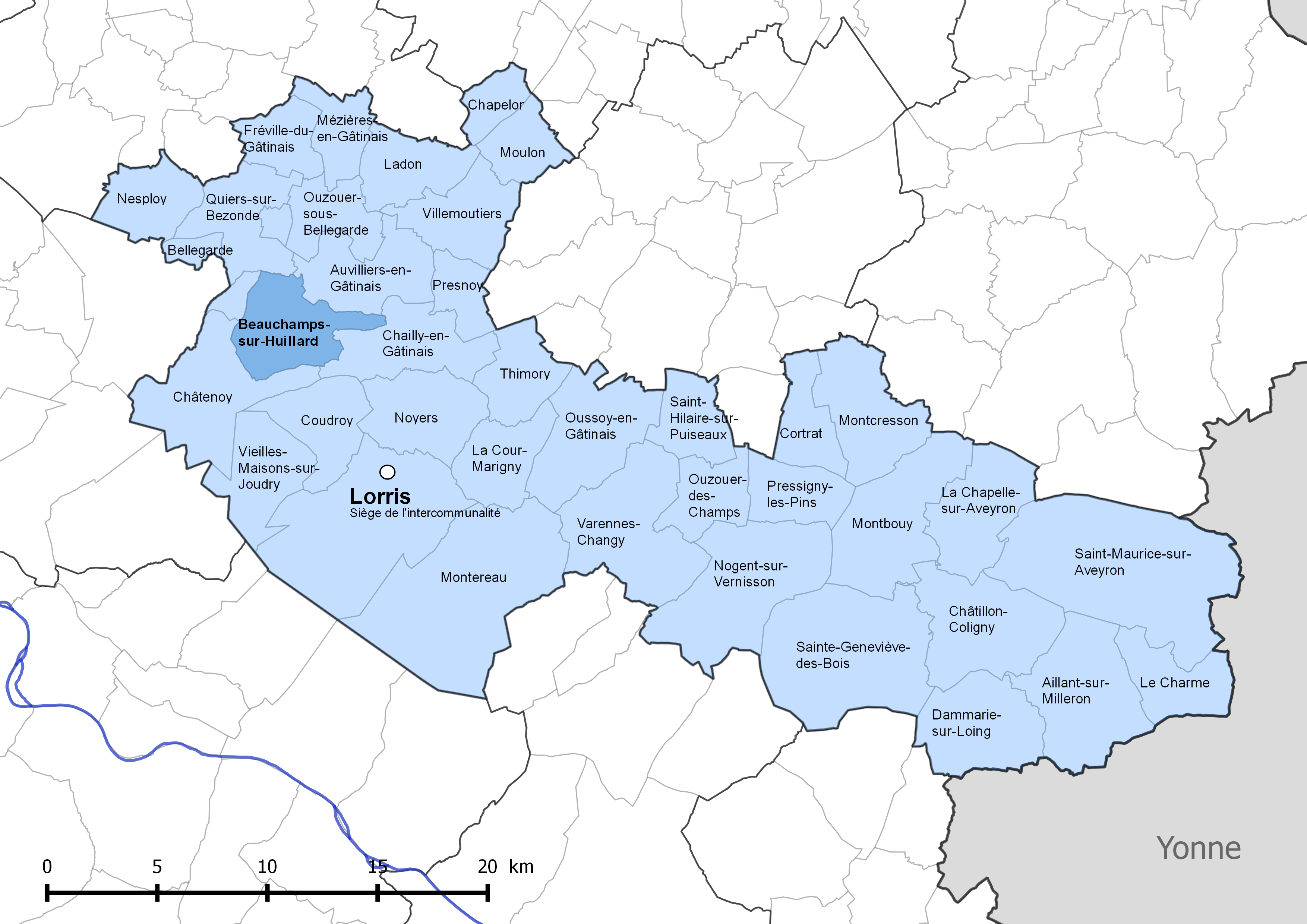
Localisation de la commune de Beauchamps-sur-Huillard dans la communauté de communes Canaux et forêts en Gâtinais.

La commune est membre de la Communauté de communes du Bellegardois depuis sa création le 13 décembre 2004 jusqu'au 1er janvier 2017.
Afin de renforcer et réduire le nombre d'intercommunalités en France, la loi du 7 août 2015 portant nouvelle organisation territoriale de la République (dite loi NOTRe) fait passer le seuil démographique minimal de 5 000 à 15 000 habitants pour constituer une intercommunalité, sauf exceptions. Le schéma départemental de coopération intercommunale du Loiret est arrêté sur ces bases le 30 mars 2016 et le nombre d'établissements publics de coopération intercommunale à fiscalité propre passe dans le département du Loiret de 28 (2 communautés d'agglomération et 26 communautés de communes) à 16 (deux communautés d'agglomération et 14 communautés de communes dont une interdépartementale). Les communautés de communes du canton de Lorris et canton de Châtillon-Coligny et du Bellegardois fusionnent ainsi à compter du 1er janvier 2017 en une seule entité : la communauté de communes Canaux et forêts en Gâtinais, dont le siège est à Lorris. Cette nouvelle intercommunalité comprend 38 communes dont  Beauchamps-sur-Huillard.

#### Circonscriptions de rattachement
La loi du 22 décembre 1789 divise le pays en 83 départements découpés chacun en six à neuf districts eux-mêmes découpés en cantons regroupant des communes. Les districts, tout comme les départements, sont le siège d’une administration d’État et constituent à ce titre des circonscriptions administratives. La commune de Beau Champs est alors incluse dans le canton de Bellegarde, le district de Boiscommun et le département du Loiret.
La recherche d’un équilibre entre la volonté d’organiser une administration dont les cadres permettent l’exécution et le contrôle des lois d’une part, et la volonté d’accorder une certaine autonomie aux collectivités de base (paroisses, bourgs, villes) d’autre part, s’étale de 1789 à 1838. Les découpages territoriaux évoluent ensuite au gré des réformes visant à décentraliser ou recentraliser l'action de l'État. La régionalisation fonctionnelle des services de l'État (1945-1971) aboutit à la création de régions. L'acte I de la décentralisation de 1982-1983 constitue une étape importante en donnant l'autonomie aux collectivités territoriales, régions, départements et communes. L'acte II intervient en 2003-2006, puis l'acte III en 2012-2015.
Le tableau suivant présente les rattachements, au niveau infra-départemental, de la commune de Beauchamps-sur-Huillard aux différentes circonscriptions administratives et électorales ainsi que l'historique de l'évolution de leurs territoires.
| Circonscription             | Nom                | Période   | Type                         | Évolution du découpage territorial |
| --------------------------- | ------------------ | --------- | ---------------------------- | --- |
| District                    | Boiscommun         | 1790-1795 | Administrative               | La commune est rattachée au district de Boiscommun de 1790 à 1795,. La Constitution du 5 fructidor an III, appliquée à partir de vendémiaire an IV (1795) supprime les districts, rouages administratifs liés à la Terreur, mais maintient les cantons qui acquièrent dès lors plus d'importance. |
| Canton                      | Bellegarde         | 1790-1801 | Administrative et électorale | Le 10 février 1790, la municipalité de Beau Champs est rattachée au canton de Bellegarde,. Les cantons sont supprimés, en tant que découpage administratif, par une loi du 26 juin 1793, et ne conservent qu'un rôle électoral. Ils permettent l’élection des électeurs du second degré chargés de désigner les députés. Les cantons acquièrent une fonction administrative avec la disparition des districts en 1795. |
| Canton                      | Bellegarde         | 1801-2015 | Administrative et électorale | Sous le Consulat, un redécoupage territorial visant à réduire le nombre de justices de paix ramène le nombre de cantons dans le Loiret de 59 à 31. Beau Champs est alors rattachée par arrêté du 9 vendémiaire an X (30 septembre 1801) au canton de Bellegarde, sous le nom de Beauchamps,. |
| Canton                      | Lorris             | 2015-     | Électorale                   | La loi du 17 mai 2013 et ses décrets d'application publiés en février et mars 2014 introduisent un nouveau découpage territorial pour les élections départementales. La commune est alors rattachée au nouveau canton de Lorris. Depuis cette réforme, plus aucun service de l'État n'exerce sa compétence sur un territoire s'appuyant sur le nouveau découpage cantonal. Le canton a disparu en tant que circonscription administrative de l'État ; il est désormais uniquement une circonscription électorale dédiée à l'élection d'un binôme de conseillers départementaux siégeant au conseil départemental. |
| Arrondissement              | Montargis          | 1801-     | Administrative               | Beauchamps est rattachée à l'arrondissement de Montargis depuis sa création en 1801,. |
| Circonscription législative | 5e circonscription | 2010-     | Électorale                   | Lors du découpage législatif de 1986, le nombre de circonscriptions législatives passe dans le Loiret de 4 à 5. Un nouveau redécoupage intervient en 2010 avec la loi du 23 février 2010. En attribuant un siège de député « par tranche » de 125 000 habitants, le nombre de circonscriptions par département varie désormais de 1 à 21,. Dans le Loiret, le nombre de circonscriptions passe de cinq à six. La réforme n'affecte pas Beauchamps-sur-Huillard qui reste rattachée à la cinquième circonscription.                                                                                                |

#### Collectivités de rattachement
La commune de Beauchamps-sur-Huillard est rattachée au département du Loiret et à la région Centre-Val de Loire, à la fois circonscriptions administratives de l'État et collectivités territoriales.

### Politique et administration municipales

#### Conseil municipal et maire
Depuis les élections municipales de 2014, le conseil municipal  de Beauchamps-sur-Huillard, commune de moins de 1 000 habitants, est élu au scrutin majoritaire plurinominal à deux tours, les électeurs pouvant modifier les listes, panacher, ajouter ou supprimer des candidats sans que le vote soit nul, pour un mandat de six ans renouvelable. Il est composé de 11 membres. L'exécutif communal, est constitué par le maire, élu par le conseil municipal, parmi ses membres, pour un mandat de six ans, c'est-à-dire pour la durée du mandat du conseil. Emmanuelle Pion est maire depuis 2020.
| Période      | Période      | Identité         | Étiquette | Qualité                         |
| ------------ | ------------ | ---------------- | --------- | ------------------------------- |
| mars 1971    | 2001         | Maurice Pivoteau |           |                                 |
| mars 2001    | 2008         | Philippe Lecocq  |           |                                 |
| 2008         | juillet 2020 | Claude Germain   |           | retraité agricole               |
| juillet 2020 | En cours     | Emmanuelle Pion, |           | contremaître, agent de maîtrise |

## Équipements et services

### Environnement

#### Gestion des déchets
En  2016, la commune est membre du SICTOM de la région de Châteauneuf-sur-Loire, créé en 1976. Celui-ci assure la collecte et le traitement des ordures ménagères résiduelles, des emballages ménagers recyclables  et des encombrants en porte à porte et du verre en points d’apport volontaire. Un réseau de dix déchèteries accueille les encombrants et autres déchets spécifiques (déchets verts, déchets dangereux, gravats, ferraille, cartons…). La déchèterie la plus proche est située sur la commune de Quiers-sur-Bezonde. L'élimination et la valorisation énergétique des déchets ménagers et de ceux issus de la collecte sélective sont effectuées par le SYCTOM de Gien-Châteauneuf-sur-Loire qui comprend un centre de transfert de déchets ménagers et un centre de stockage de déchets ultimes (CSDU) de classe II à Saint-Aignan-des-Gués ainsi qu'une usine d’incinération des ordures ménagères à Gien-Arrabloy.
Depuis le 1er janvier 2017, la « gestion des déchets ménagers » ne fait plus partie des compétences de la commune mais est une compétence obligatoire de la communauté de communes Canaux et Forêts en Gâtinais en application de la loi NOTRe du 7 août 2015.

## Population et société

### Démographie
L'évolution du nombre d'habitants est connue à travers les recensements de la population effectués dans la commune depuis 1793. Pour les communes de moins de 10 000 habitants, une enquête de recensement portant sur toute la population est réalisée tous les cinq ans, les populations de référence des années intermédiaires étant quant à elles estimées par interpolation ou extrapolation. Pour la commune, le premier recensement exhaustif entrant dans le cadre du nouveau dispositif a été réalisé en 2008.
En 2022, la commune comptait 402 habitants, en évolution de −2,66 % par rapport à 2016 (Loiret : +1,89 %, France hors Mayotte : +2,11 %).
| 1793 | 1800 | 1806 | 1821 | 1831 | 1836 | 1841 | 1846 | 1851 |
| ---- | ---- | ---- | ---- | ---- | ---- | ---- | ---- | ---- |
| 475  | 466  | 444  | 471  | 495  | 474  | 497  | 491  | 551  |

| 1856 | 1861 | 1866 | 1872 | 1876 | 1881 | 1886 | 1891 | 1896 |
| ---- | ---- | ---- | ---- | ---- | ---- | ---- | ---- | ---- |
| 586  | 591  | 601  | 578  | 584  | 608  | 637  | 627  | 600  |

| 1901 | 1906 | 1911 | 1921 | 1926 | 1931 | 1936 | 1946 | 1954 |
| ---- | ---- | ---- | ---- | ---- | ---- | ---- | ---- | ---- |
| 577  | 578  | 566  | 491  | 476  | 454  | 435  | 454  | 429  |

| 1962 | 1968 | 1975 | 1982 | 1990 | 1999 | 2006 | 2008 | 2013 |
| ---- | ---- | ---- | ---- | ---- | ---- | ---- | ---- | ---- |
| 388  | 353  | 325  | 276  | 266  | 334  | 393  | 410  | 416  |

| 2018 | 2022 | - | - | - | - | - | - | - |
| ---- | ---- | - | - | - | - | - | - | - |
| 398  | 402  | - | - | - | - | - | - | - |

## Culture locale et patrimoine

### Lieux et monuments
- Église Saint-Pierre des XIe et XIIIe siècles, restaurée en 1842[76] ;
- Château des Rousseaux ;
- Ruines du château de La Motte-Bucy ;
- Anciens moulins ;
- Étang de la Boirie.

### Héraldique
| Blason de Beauchamps-sur-Huillard | Les armes de Beauchamps-sur-Huillard se blasonnent ainsi : D'or à la croix d'azur chargée d'un lion d'or et cantonnée en chef de deux écussons de gueules et en pointe de deux coquilles du même. |